# 白鳳文化

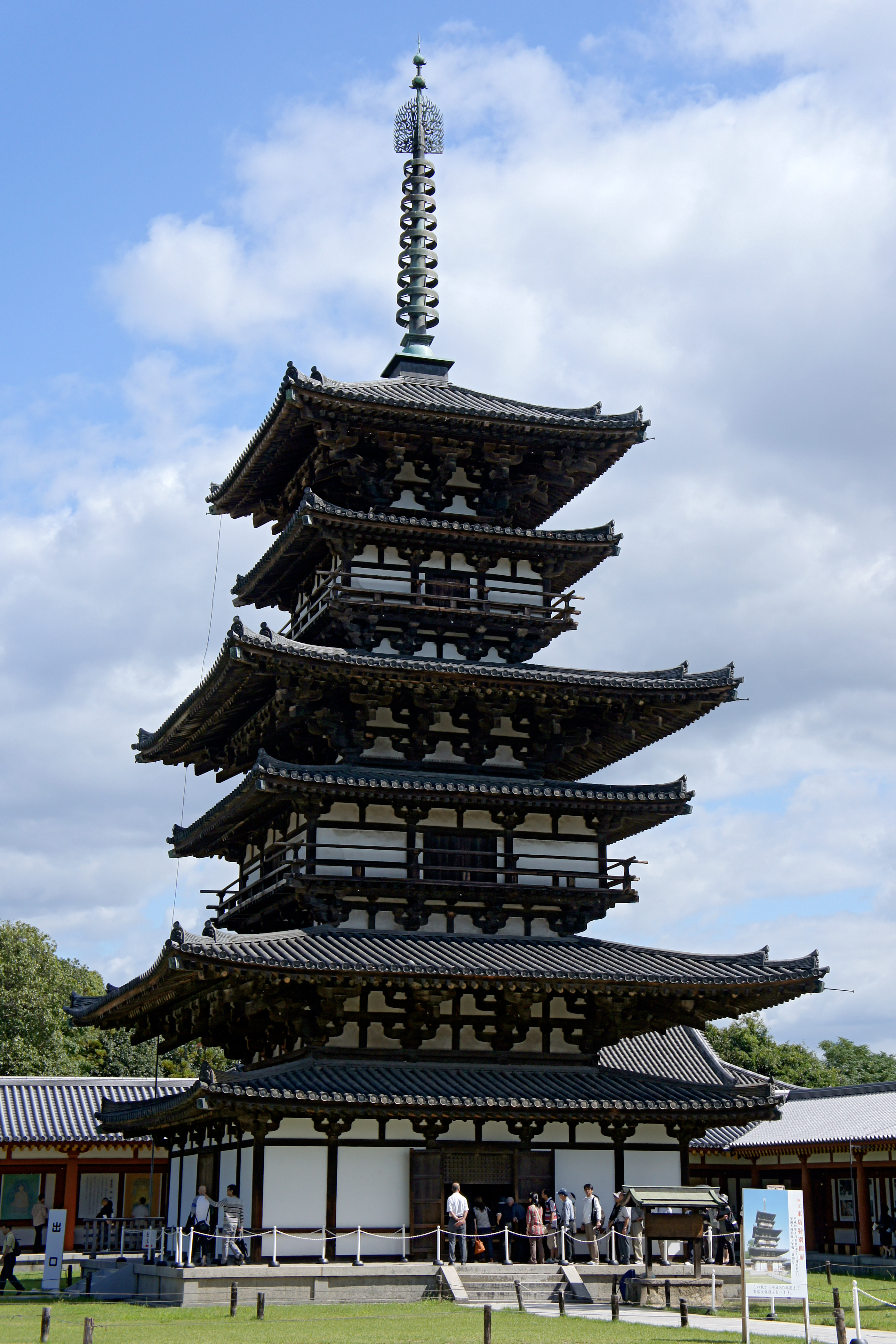
藥師寺東塔。曾被認為是唯一現存的白鳳時代建築。在2016年以年輪年代測定法判讀為建造於稍晚的奈良時代。

白鳳文化（はくほうぶんか）是645年（大化元年）大化改新～710年（和銅3年）平城京遷都的飛鳥時代的文化，介於以法隆寺的建築・佛像等為代表的飛鳥文化和以東大寺的佛像、唐招提寺的建築等為代表的天平文化之間。白鳳是日本書紀所無的年號（私年號）之一（但是，存於續日本紀的記載）。一般認為用於天武天皇的時代（也有用於天智天皇的時代之說），此時期是白鳳文化的最盛期。

## 特色
- 以7世紀終期完成，最大規模的古代首都藤原京為中心的天皇、貴族文化。
- 飛鳥淨御原令、大寶律令制定，也是正式的國家建立期。以律令國家建設期的文化、佛教文化為基調。
- 受初唐文化、朝鮮半島、印度、西亞、中亞文化的影響。
- 以天武天皇・持統天皇的時代為中心，但是，也含之前的天智天皇・弘文天皇時代的一部分。

## 律令制定
- 飛鳥淨御原令
- 大寶律令

## 建築
- 藤原宮的內裏和朝堂院 - 非現存。
- 大官大寺 - 非現存。寺移轉至平城京，現大安寺。
- 藥師寺 - 非現存。寺移轉至平城京，現藥師寺。
- 山田寺（淨土寺）
- 法隆寺西院伽藍
- 法隆寺東院傳法堂
- 藥師寺東塔
- 相模國分僧寺

## 彫刻
在初唐藝術的影響下，佛像雕塑呈現較為豐腴的體態，搭配圓潤的面部線條，整體呈現柔和而自然的模樣。
- 藥師寺金堂銅造藥師三尊像：白鳳文化代表作，足見初唐藝術影響而呈現豐腴體態，兩側站立的佛像有小腹及微微前傾的腰，在白鳳時代的雕刻中獨樹一格。

- 藥師寺東院堂銅造聖觀音立像：除了臉部及身體呈現豐腴圓潤的樣貌外，下身衣裳具透視感而有雙腿輪廓，是受到印度笈多王朝的藝術風格影響。
- 深大寺銅造釋迦如來倚像
- 法隆寺銅造阿彌陀三尊像（傳・橘夫人念持佛）
- 法隆寺銅造觀音菩薩立像（夢違觀音）
- 興福寺佛頭
- 蟹滿寺銅造釋迦如來坐像

## 繪畫
- 法隆寺金堂壁畫：共有12面壁畫，其中4面大壁分別描繪了主尊為藥師、阿彌陀、彌勒及釋迦的四淨土，另外8面小壁則是左右對稱的相對四組菩薩像，運用鐵線描的方式作畫，藉由顏色濃淡的差異製造出可分辨景色深遠的立體感，是日本古代的繪畫傑作及代表作。
- 高松塚古墳壁畫：高松塚古墳為7世紀末至8世紀初期建造的圓形墳塚，1972年調查發現內部壁畫仍呈現鮮豔的色彩，其壁畫上的人形群像可見當時的服裝風格，其中女性群像所穿著的長外套與條文裙擺的衣裳與高句麗水山里古墳壁畫（5世紀下半葉）上的女性衣著類似，壁畫內容亦有四神獸、太陽及月亮的畫像，天井壁上亦有星宿畫像，由於自南壁鑿開，因此南壁上的朱雀畫像已無法考證，因黴菌的侵蝕，壁畫快速退色，目前整個石棺內部均已拆卸，並進行恆久保存的修復作業。
- 龜虎古墳壁畫

## 工藝
- 藥師寺金堂藥師如來台座

## 古墳
- 高松塚古墳
- 龜虎古墳

## 文藝
- 漢詩文隆盛 - 大津皇子
- 和歌整備 - 額田王、柿本人麻呂

## 曆
- 元嘉曆
- 儀鳳曆

## 關連項目
- 飛鳥時代